# ボストン・ブレイカーズ
ボストン・ブレイカーズ (Boston Breakers)はアメリカ合衆国マサチューセッツ州ボストンを本拠地としていた女子サッカーのプロチームである。ナショナル・ウィメンズ・サッカーリーグに所属し、ハーバード大学のキャンパス内に所在する球技専用のスタジアム、ハーバード・スタジアム (Harvard Stadium)をホームスタジアムとしていた。

## 歴史
2001年に創立され、アメリカ女子サッカーリーグ(WUSA)に参加。2003年のリーグ休止まで所属していた。2003年度は10勝したがプレーオフでワシントン・フリーダムに敗北し、優勝はならなかった。
2007年9月4日、アメリカ女子プロサッカー(WPS)の概要発表に合わせて、ボストンが参入予定クラブのホームタウンのひとつとなる事が発表され、翌2008年9月16日にはアンジェラ・ハックルズ (Angela Huckles)、ヘザー・ミッツ (Heather Mitts)、クリスティン・リリーの3選手がアメリカ代表選手として割り当てられた。
2009年4月5日に、FCゴールド・プライドとの試合がアウェー (ゴールド・プライド側ホームスタジアム)で行われ、ボストンのWPSでのシーズンがスタートした。しかしこの試合は1-2で敗北している。同クラブのWPSにおける初得点は、第2節のセントルイス・アスレティカ戦にてケリー・スミスが挙げた。
2018年1月、チームの活動停止が発表された。

## 年間成績
| 年度 | 所属リーグ | リーグ戦 | プレーオフ             |
| ---- | ---------- | -------- | ---------------------- |
| 2001 | WUSA       | 6th      | 出場せず               |
| 2002 | WUSA       | 6th      | 出場せず               |
| 2003 | WUSA       | 1st      | 準決勝進出             |
| 2009 | WPS        | 5th      | 出場せず               |
| 2010 | WPS        | 2nd      | スーパーセミファイナル |
| 2011 | WPS        | 4th      | 第一ラウンド           |

## 各年成績詳細
| 年度 | 勝 | 分 | 負 | 勝点 | 得点 | 失点 | ホーム成績 | アウェー成績 |
| ---- | -- | -- | -- | ---- | ---- | ---- | ---------- | ------------ |
| 2001 | 8  | 10 | 3  | 27   | 29   | 35   | 4-6-1      | 4-4-2        |
| 2002 | 6  | 8  | 7  | 25   | 36   | 34   | 5-0-5      | 1-8-2        |
| 2003 | 10 | 4  | 7  | 37   | 33   | 29   | 5-2-4      | 5-2-3        |
| 2009 | 7  | 9  | 4  | 25   | 18   | 20   | 4-3-3      | 3-6-1        |
| 2010 | 10 | 8  | 6  | 36   | 36   | 28   | 5-6-1      | 5-2-5        |
| 2011 | 5  | 9  | 4  | 19   | 19   | 24   | 4-3-2      | 1-6-2        |

## 監督
- トニー・ディチッコ (Tony DiCicco、2009-2011年)
- リサ・コール（Lisa Cole、2012-2013年）
- キャット・ホワイトヒル（暫定、2013年[脚注 1]）

## スタジアム
- 2001-2009年: ニッカーソン・フィールド (Nickerson Field)
- 2009年- : ハーバード・スタジアム

## 文献
1. ↑  チーム間の力量均衡をはかるため、代表選手たちは参入予定の各クラブに数人ずつ振り分けられる形で入団した。WPS allocation List (英語) 2009年9月13日 04:33 (UTC)閲覧。
2. ↑  Boston Breakers officially cease operations, NWSL to hold dispersal draft
3. ↑  Breakers fire Cole, Whitehill named interim coach （英語） equalizersoccer.com 2013.8.2付記事